# Панкеєв Олексій Матвійович
Олексій Матвійович Панкеєв — мелітопольський міський голова у 1894—1902 та 1915—1917 роках.

## Біографія
Купець 2-ї гільдії Олексій Матвійович Панкеєв служив на виборних посадах з 1877 року і обирався гласним Мелітопольської міської думи. З 1890 року був членом опікунської Ради Мелітопольської жіночої гімназії, а з 1894 року був її головою.10 березня 1894 року мелітопольським міським головою був обраний Іван Дмитрович Донцов, але 11 квітня того ж року він помер, так і не вступивши на посаду. І тоді міська дума обрала новим головою Панкеєва.
|                                            | Зрозуміло, перше питання про голову. г. Панкеєв потрапив сюди, як кур у щі, завдяки несподіваній смерті новообраного голови г. Донцова. |
| — «Крымский вестник», 20 вересня 1897 року | |

10 березня та 15 квітня 1898 року пройшли чергові вибори до Мелітопольської міської думи, і 21 вересня дума обрала Панкеєва міським головою на другий чотирирічний термін.
За час перебування Панкеєва на посаді міського голови в Мелітополі були збудовані будівлі жіночої гімназії, міської лікарні та Олександро-Невського собору, влаштований міський водопровід.
На 1900, крім виконання обов'язків міського голови, Панкеєв був членом повітового тюремного відділення, директором місцевого товариства взаємного кредиту, почесним мировим суддею. З 1896 він був головою сирітського суду, а з 1891 - членом Мелітопольського благодійного товариства.
Панкеєв виконував обов'язки міського голови до 1902 року, коли наступним головою був обраний Іван Єгорович Черніков.
16 травня 1915 року Мелітопольська міська дума втретє обрала Панкеєва на посаду міського голови. Потім його кандидатура була затверджена таврійським губернатором на чотириріччя з 1 січня 1914 року (попередній міський голова Йосип Якович Жамгоцев затримався на посаді на півтора роки довше за визначений термін), і 8 липня 1915 року Панкеєв приступив до виконання своїх службових обовʼязків.
Однак, революційні події 1917 року не дозволили Панкеєву добути до кінця свій третій термін міського голови, і вже у грудні 1917 року влада в Мелітополі перейшла до ради робітничих та солдатських депутатів на чолі з Миколою Пахомовим.